# Santa Clara (Californië)
Santa Clara is een stad in Santa Clara County, in de Amerikaanse staat Californië. De stad telt 116.468 inwoners (2010), waarmee het de negende stad in de San Francisco Bay Area is. Santa Clara werd gesticht in 1777 en is genoemd naar de Santa Clara de Asís-missie, die zich tegenwoordig op de campus van de Santa Clara-universiteit bevindt.
Santa Clara ligt in het hart van Silicon Valley. Technologiebedrijven als Intel, Sun Microsystems en NVIDIA hebben er hun hoofdzetel. Santa Clara grenst aan San Jose, Sunnyvale en Cupertino, eveneens prominente steden in Silicon Valley.

## Geografie
Volgens het United States Census Bureau is het grondgebied van de stad Santa Clara 47,675 km² groot.
Er lopen drie beken door Santa Clara, die gedurende delen van het jaar droogstaan, en die allemaal in het zuiden van de Baai van San Francisco uitmonden: de San Tomas Aquino Creek, Saratoga Creek en Calabazas Creek. Santa Clara grenst zelf niet aan de baai; het stuk ten noorden van de stad hoort bij San Jose.

## Demografie
Volgens de recentste volkstelling (2010) wonen er 116.468 mensen in Santa Clara. De bevolkingsdichtheid bedraagt 2.443 inwoners per km². De etnische samenstelling van de bevolking is als volgt: 45% blank, 37,7% Aziatisch, 2,7% Afro-Amerikaans, 0,6% afkomstig van de eilanden in de Stille Oceaan en 0,5% indiaans. Daarnaast geeft 8,3% aan tot een ander ras te behoren en geeft 5,3% aan van twee of meer rassen te zijn. In totaal identificeert 19,4% van de bevolking zich als hispanic of latino. De grootste latinogroep zijn de Mexicaans-Amerikanen.

## Bezienswaardigheden
- California's Great America, pretpark
- Edward Peterman Museum of Railroad History, spoorwegmuseum
- Intel Museum, technologiemuseum
- Our Lady of Peace Shrine, kerkgebouw
- Santa Clara de Asís-missie en het de Saisset Museum op de campus van de Santa Clara-universiteit
- Triton Museum of Art, kunst- en geschiedenismuseum

## Geboren
- John Norton (1893-1979), atleet
- Kathleen Lloyd (1948), actrice
- J. B. Pritzker (1965), gouverneur van Illinois
- Michelle Akers (1966), voetbalster
- Khrystyne Haje (1968), actrice
- Susan Wojcicki (1968-2024), zakenvrouw
- Kerri Walsh (1978), beachvolleybalster
- Bobbi Starr (1983), pornoactrice
- Aaron Hill (1983), acteur
- Alyssa Anderson (1990), zwemster
- Haley Anderson (1991), zwemster
- Polina Edmunds (1998), kunstschaatsster